# Edmond-Louis Budry
Pour les articles homonymes, voir Budry.
Edmond-Louis Budry, né le 30 août 1854 à Vevey et mort le 12 novembre 1932 dans la même ville, est un pasteur suisse et un auteur de chants religieux. Il est célèbre pour avoir écrit les paroles du cantique « À Toi la gloire » sur une musique de Judas Maccabæus, par Georg Friedrich Haendel.